# Annemarie Kempf
Annemarie Kempf, geb. Wittenberg (* 1. Februar 1915 in Berlin; † 27. Mai 1992) arbeitete als Schreibkraft für die Gauleitung der NSDAP Berlin und für die Parteizeitung Der Angriff; seit 1937 war sie die Privatsekretärin von Albert Speer.

## Leben und Wirken
Annemarie Wittenberg wuchs als Tochter eines Zeitungsredakteurs und einer Bankangestellten in Berlin auf und lernte Stenografie, Fremdsprachen und Maschinenschreiben an der Handelsschule. Ende 1931 war sie arbeitslos und begann wenig später ein unbezahltes Volontariat als Schreibkraft bei der Gauleitung der NSDAP in Berlin unter Leitung von Joseph Goebbels. Rückblickend sagte sie später im Gespräch mit der britischen Journalistin Gitta Sereny dazu: „Jetzt gehörte ich dazu - zum Kampf - , das war alles, was ich wollte“.
So wurde sie mit Albert Speer bekannt und begann bei dessen ersten Aufträgen als Architekt für die Gauleitung der Berliner NSDAP nebenbei auch für ihn zu arbeiten. Zum 1. Mai 1933 trat sie in die Partei ein (Mitgliedsnummer 3.472.595) und erhielt eine bezahlte Stelle als Sekretärin beim  Der Angriff, der Zeitung der Berliner NSDAP. Als Adolf Hitler Anfang 1937 Albert Speer zum Generalbauinspektor für die Reichshauptstadt ernannte, wurde Wittenberg seine Privatsekretärin. In dieser Funktion arbeitete sie dann auch für Speer, als dieser 1942 Minister für Bewaffnung und Munition wurde. Kurze Zeit später heiratete Annemarie Wittenberg Hans Kempf.
Annemarie Kempf begleitete Speer auf Dienst- und Urlaubsreisen, auch auf den Obersalzberg, wo er ein Haus für seine Familie neben Hitlers Berghof hatte. Auch war sie während Speers ernsthafter Erkrankung 1944 immer in seiner Nähe im Krankenhaus Hohenlychen.
Kurz vor Kriegsende konnte sie mit dem Stab von Speer zunächst nach Hamburg entkommen. Als Speer nach Hitlers Tod zum Kabinett von Admiral Dönitz gehörte, wohnte sie wie auch Speer im Schloss Glücksburg, wo sie die ersten Verhöre durch amerikanische Offiziere protokollierte, bis Speer von der britischen Militärregierung verhaftet wurde.
Annemarie Kempf wurde dann – ohne selbst festgenommen oder interniert zu werden – von amerikanischen Offizieren nach Schloss Kransberg gebracht, wo wichtige Vertreter des NS-Staates interniert waren.
Sie wurde für die Protokollierung der weiteren Verhöre von Albert Speer zur Vorbereitung des Nürnberger Prozesses eingesetzt. Im Mai 1946 wurde sie im Schloss Kransberg als Zeugin der Verteidigung für den Nürnberger Prozess vernommen, um Speer zu entlasten. Sie blieb bis Dezember 1946 im Schloss Kransberg, reiste mehrfach nach Nürnberg zu Speers Anwalt Hans Flächsner und belieferte diesen heimlich mit Dokumenten für die Verteidigung.
Annemarie Kempf hatte im Schloss Kransberg den früheren BMW-Manager und Produktionsmanager in Speers Rüstungsministerium Wilhelm Schaaf kennengelernt, der für die Alliierten als Berater tätig war und der ihr Interesse an Anthroposophie weckte. Seit dieser Zeit stellte sie sich für ihr weiteres Leben vor, „irgendwie Kindern helfen“ zu wollen, wie sie Jahre später im Gespräch mit Gitta Sereny erzählte. 
Stattdessen nahm sie dann 1949 in Bonn eine Stelle als Sekretärin bei einem „von Speers ehemaligen Freunden aus der Industrie“, Richard Freudenberg, an, als dieser Mitglied des Deutschen Bundestages geworden war. Annemarie Kempf meinte, von Bonn aus mit Kontakten in die Politik „Speer nützen“ zu können und begann sich zusammen mit Rudolf Wolters, einem engen Weggefährten und Mitarbeiter Speers für dessen vorzeitige Haftentlassung aus dem Kriegsverbrechergefängnis Spandau einzusetzen.
1962 wurde Annemarie Kempf von der anthroposophischen Christengemeinschaft in Hamburg als ehrenamtliche Geschäftsführerin des Kinder- und Jugendheims Friedrichshulde e.V. in Schenefeld bei Hamburg gewonnen. In diese Zeit fielen wichtige Entwicklungen dieser sozialen Einrichtung: Nachdem das alte Gutshaus 1968 durch einen Brand zerstört worden war, gelang es durch geschickte Verhandlungen und Wirtschaftsführung bereits 1971 ein neues Wohngebäude und 1972 die Schule einzuweihen.
In den folgenden Jahren unterstützte sie die Umwandlung der Einrichtung zum heilpädagogischen Förderzentrum. Im Jahr 1973 wurde Annemarie Kempf Vorsitzende des Vereins Kinder- und Jugendheim Friedrichshulde e.V. und schied erst 1987 aus dem Vorstand aus.
Annemarie Kempf starb 1992.